# 마리 윈저
마리 윈저(영어: Marie Windsor, 1919년 12월 11일 ~ 2000년 12월 10일)는 미국의 배우이다.

## 출연 작품
- 스탠리 큐브릭 - 영화 속의 인생(2001년)
- 코만도 스쿼드(1987년)
- 휴마노이드(1985년)
- 달리는 사이먼(1981년)
- 프리키 프라이데이(1976년)
- 하츠 오브 더 웨스트(1975년)
- 아웃핏(1974년)
- US 마샬(1973년)
- 라티고(1971년)
- 늪에 빠진 여자(1966년)
- 베드타임 스토리(1964년)
- 킬링(1956년)
- 애보트와 코스텔로 미이라 만나다(1955년)
- 소 디스 이즈 러브(1953년)
- 에디 캔터 스토리(1953년)
- 트러블 어롱 더 웨이(1953년)
- 스나이퍼(1952년)
- 익스프레스(1952년)
- 더 뷰티풀 브론드 프럼 배쉬풀 벤드(1949년)
- 외딴 섬에서 당신과 함께(1948년)
- 해적(1948년)
- 포스 오브 이블(1948년)
- 리빙 인 어 빅 웨이(1947년)
- 언피니시드 댄스(1947년)
- 레츠 페이스 잇(1943년)
- 포 잭스 앤 어 질(1942년)
- 플레이메이트(1941년)
- 올-아메리칸 코-에드(1941년)

### 텔레비전
- 페리 메이슨 (1958-64)
- 배트맨 (1966)
- 미녀 삼총사 (1978-79)
- 제12순찰대(1968년)
- 샤이안(1955년)